# Amphoe Phipun
Amphoe Phipun (thailändisch อำเภอ พิปูน) ist ein Landkreis (Amphoe – Verwaltungs-Distrikt) im Norden der Provinz Nakhon Si Thammarat. Die Provinz Nakhon Si Thammarat liegt in der Südregion von Thailand, etwa 780 km südlich von Bangkok an der Ostküste der Malaiischen Halbinsel zum Golf von Thailand.

## Geographie
Benachbarte Bezirke (von Nordost im Uhrzeigersinn): die Amphoe Nopphitam, Phrom Khiri, Lan Saka und Chawang in der Provinz Nakhon Si Thammarat  sowie die Amphoe Wiang Sa und Ban Na San in der Provinz Surat Thani.

## Geschichte
Amphoe Phipun wurde am 1. September 1972 zunächst als Unterbezirk (King Amphoe) eingerichtet, indem die beiden Tambon Phipun und Kathun vom Amphoe Chawang abgetrennt wurden.
Am 8. September 1976 wurde Phipun zum Amphoe heraufgestuft.

## Verwaltung

### Provinzverwaltung
Amphoe Phipun ist in fünf Gemeinden (Tambon) eingeteilt, welche wiederum in 43 Dörfer (Muban) unterteilt sind.
| \| Nr. \| Name \| Thai \| Muban \| Einw.[3] \| \| --- \| ----------- \| ------- \| ----- \| -------- \| \| 1. \| Phipun \| พิปูน \| 7 \| 5.601 \| \| 2. \| Kathun \| กะทูน \| 9 \| 5.617 \| \| 3. \| Khao Phra \| เขาพระ \| 12 \| 8.104 \| \| 4. \| Yang Khom \| ยางค้อม \| 9 \| 5.924 \| \| 5. \| Khuan Klang \| ควนกลาง \| 6 \| 3.997 \| |             |         |       |       |
| Nr. | Name        | Thai    | Muban | Einw. |
| 1. | Phipun      | พิปูน     | 7     | 5.601 |
| 2. | Kathun      | กะทูน    | 9     | 5.617 |
| 3. | Khao Phra   | เขาพระ  | 12    | 8.104 |
| 4. | Yang Khom   | ยางค้อม  | 9     | 5.924 |
| 5. | Khuan Klang | ควนกลาง | 6     | 3.997 |

### Lokalverwaltung
Es gibt vier Kleinstädte (Thesaban Tambon) im Landkreis:
- Phipun (เทศบาลตำบลพิปูน) besteht aus Teilen des Tambon Phipun.
- Khao Phra (เทศบาลตำบลเขาพระ) besteht aus dem ganzen Tambon Khao Phra.
- Khuan Klang (เทศบาลตำบลควนกลาง) besteht aus dem ganzen Tambon Khuan Klang.
- Kathun (เทศบาลตำบลกะทูน) besteht aus dem ganzen Tambon Kathun.

Außerdem gibt es zwei „Tambon-Verwaltungsorganisationen“ (TAO, องค์การบริหารส่วนตำบล) für die Tambon oder die Teile von Tambon im Landkreis, die zu keiner Stadt gehören.